# 陣内靖彦
陣内 靖彦（じんのうち やすひこ、1944年4月22日 - 2015年2月8日）は、日本の教育社会学者。東京学芸大学名誉教授。教師研究などが専門で日本教師教育学会会長も務めた。

## 人物・経歴
佐賀県杵築郡の教育者の家に生まれる。1967年一橋大学社会学部卒。一橋大学では大陽寺順一ゼミに所属。銀行員を経て、1974年東京教育大学大学院教育学研究科教育学専攻博士課程単位取得退学後、1974年東京学芸大学教育学部教育学講座講師、助教授、教授を歴任し、教師の歴史研究などを行った。1992年日本教育社会学会理事、2008年日本教師教育学会会長（理事長）。元日本教育学会理事。2010年東京学芸大教授を定年退任、名誉教授、聖徳大学児童学部教授。指導学生に舞田敏彦など。2013年胆嚢癌により余命3ヶ月を宣告される。2015年肝転移からの肝不全により自宅で死去。享年70。小平市で葬儀が行われ門脇厚司筑波大名誉教授により弔辞がなされた。

## 著書
- 『日本の教員社会 歴史社会学の視野』東洋館出版社 1988
- 『東京・師範学校生活史研究』東京学芸大学出版会 2005

### 共編著
- 『高校教育の社会学 教育を蝕む<見えざるメカニズム>の解明』門脇厚司共編 東信堂 1992
- 『新・教育と社会』岩内亮一共編著 学文社 教育演習双書 1997
- 『学校と社会』岩内亮一共編著 学文社 2005
- 『戦後日本の教師論 文献・資料集成』第1期 全24巻 監修 日本図書センター 2010-11
- 『教育と社会 子ども・学校・教師』穂坂明徳,木村敬子共編著 学文社 2012

## 論文
- Cinii

## 注
1. ↑  『現代日本人名録』
2. ↑  科研
3. ↑  「NO.54 級友陣内靖彦君を偲んで」如水会
4. ↑  「陣内靖彦さんのご冥福をお祈りする.」武内清（教育社会学）研究室